# Anoplognathus multiseriatus
Anoplognathus multiseriatus är en skalbaggsart som beskrevs av Lea 1919. Anoplognathus multiseriatus ingår i släktet Anoplognathus och familjen Rutelidae. Inga underarter finns listade i Catalogue of Life.